# Euphorbia taruensis
Euphorbia taruensis là một loài thực vật có hoa trong họ Đại kích. Loài này được S.Carter mô tả khoa học đầu tiên năm 1987.

## Hình ảnh

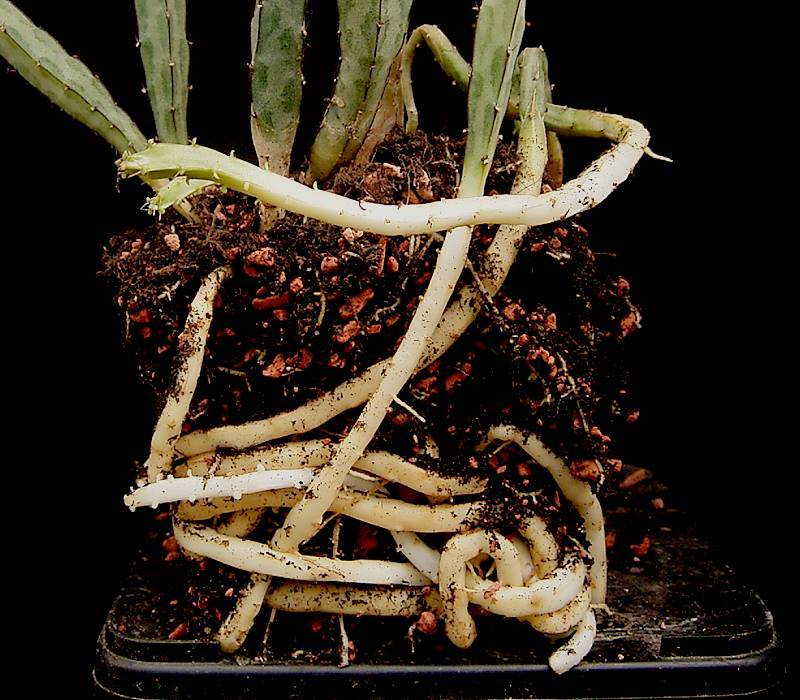